# Diordiești, Rozdilna
Diordiești (în ucraineană Савчинське, transliterat: Savciînske) este un sat în comuna Zaharivka din raionul Rozdilna, regiunea Odesa, Ucraina. În trecut a fost un sat majoritar moldovenesc (românesc), fiind parțial asimilat în prezent.

## Demografie
Componența lingvistică a localității Diordiești
     Ucraineană (55,15%)
     Română (41,24%)
     Alte limbi (1,04%)
Conform recensământului din 2001, majoritatea populației localității Diordiești era vorbitoare de ucraineană (55,15%), existând în minoritate și vorbitori de română (41,24%) și armeană (2,58%).

## Vezi și
- Românii de la est de Nistru